# Van Klasse
Van Klasse is een Nederlands platenlabel dat zich voornamelijk richt op het uitbrengen van urban en hiphopmuziek. 

## Geschiedenis
Van Klasse is opgericht door Stacey Walroud en Bart van Houten in 2014. Walroud is bekend onder zijn producersnaam Esko. Op zijn 20e besloot Esko dat hij zelf een platform neer wilde zetten met artiesten. Van Houten werkte destijds in het Almeerse jongerencentrum 2d9, waar Esko kind aan huis was. Zo kwam Esko bij Van Houten terecht waaraan hij hulp vroeg met het opzetten van een eigen platform. Van Houten stemde hierin toe met het idee dat hij jong talent zou helpen om hen een kans te geven en zich te ontwikkelen. Van Klasse ontwikkelde zich sinds het begin relatief snel tot een bekend Nederlands urban platenlabel.
De eerste single ‘Van God Los’ zorgde direct voor bekendheid van Van Klasse. Niet veel later wist Hansie, destijds Hans Grants, met ‘Paiso’ en daarna ‘Paiso Remix’ de naam van Van Klasse groter te maken. Van Klasse heeft tevens een grote groei doorgemaakt door de opkomst van rapper Josylvio. Zijn debuutalbum Ma3seb uit 2016 kwam binnen op nummer 5 in de Dutch Charts. Het daaropvolgende album 2 Gezichten kwam binnen op nummer 2 en behaalde nog geen jaar later de gouden status. De ep Veel Vuur, Veel Stroom was het eerste wapenfeit van Jermaine Niffer. Sinds eind 2017 brengt ook Woenzelaar muziek uit onder Van Klasse.
Sinds mei 2016 heeft Van Klasse een overeenkomst voor uitgave met Cloud 9 Music en haar eigen publishingfonds.

## Artiesten

### Huidige artiesten
- Cané
- Flow de Wolf
- Hansie (2016-heden)
- Jermaine Niffer (2017-heden)
- Krankjoram
- Lauwtje (2018-heden)[3]
- Maria Dolorez
- Rafello
- The Blockparty
- Woenzelaar[4]

### Voormalige artiesten
- Latifah
- Fre3zy
- Josylvio (2014-2018)[5]
- Broertje (2018-2019)

## Succes
Nummer 1-singles (volgens de Single Top 100)
- Josylvio - Ride or Die (prod. Esko)
- Esko, Josylvio & Hansie – Hey meisje[6]
- The Blockparty & Esko met Mouad Locos, JoeyAK, Young Ellens en Chivv – Huts[7]

Gouden platen
- Josylvio – Le7nesh ft. Sevn (prod. Esko)
- Josylvio – Abu Dhabi ft. Kevin, Vic9 & Sevn Alias (prod. Monsif)
- Josylvio – Kleine Jongen (prod. Monsif)
- Josylvio – Betaal Mij (prod. Architrackz)
- Josylvio – Rotation ft. Hef (prod. Since96)
- Hansie – Non Stop ft. Josylvio & Latifah (prod. Denta Beats & YSBeatsz)
- Esko, Josylvio & Hansie – Hey Meisje
- Jermaine Niffer – Alles Contant ft. Dopebwoy & Jozo (prod. Yung Felix)

Platina platen
- Josylvio – Westside ft. 3robi & Killer Kamal (prod. Esko)
- Josylvio – Ride or Die (prod. Esko) (dubbel platina)[8]